# تشارلز ميرلين
كان تشارلز لويس ويليام ميرلين (1821-23 أغسطس 1896) مصرفيًا، ودبلوماسيًا، وتاجر آثار بريطانيًا. اشتهر بدوره في توفير القطع الأثرية، وخاصة التحف اليونانية الرومانية، للمتحف البريطاني.
وُلِد ميرلين لعائلة من الأرستقراطيين الفرنسيين استقرت في لندن، وانضم إلى الخدمة القنصلية البريطانية في بيرايوس، ميناء أثينا، في عام 1836. ظل متمركزًا في اليونان على مدى العقود الخمسة التالية، حيث عمل أيضًا في البنك الأيوني المملوك لبريطانيا، وترقى إلى رتبة قنصل عام في عام 1886. تواصل ميرلين بانتظام، منذ أوائل ستينات القرن التاسع عشر وحتى عودته إلى بريطانيا في عام 1887، مع تشارلز نيوتن، حارس الآثار اليونانية والرومانية بالمتحف البريطاني، الذي استخدم ميرلين كوسيط للتحايل على القوانين اليونانية التي تحظر تصدير القطع الأثرية القديمة.
بلغ إجمالي مبيعات ميرلين للمتحف البريطاني حوالي 460 قطعة أثرية، وشملت وعاء أنيتا أريبالوس، الذي أدى تصديره في عام 1864 إلى فضيحة صغيرة في اليونان، وبعض القوالب من رخام بارثينون التي ما تزال في مكانها. وُصِفَ بأنه «من بين أكثر مورّدي الآثار إنتاجًا، إن لم يكن الأكثر أهمية» بالنسبة للمتحف البريطاني في القرن التاسع عشر.

## الحياة المهنية
حصل ميرلين على وظيفة كاتب ومدير للقنصلية البريطانية في منطقة بيرايوس في أثينا في عام 1839. أرجع غالاناكيس توظيف ميرلين إلى إجادته للغة الفرنسية والإنجليزية، فضلًا عن جمال خطّه، واستعداده للدفاع عن المصالح البريطانية. احتفظت بريطانيا بمبعوث استثنائي في أثينا للمهام الدبلوماسية، مما جعل دور قنصلية بيرايوس، على حد تعبير ميرلين، «دورًا تجاريًا بحتًا». قضى ميرلين معظم حياته في أثينا، ووصفته المؤرختان لوسيا باتريزيو غونينغ وديسبينا فلامي بأنه «شرقي»، وهو مصطلح كان يُستخدم للإشارة إلى القناصل البريطانيين الذين تأثروا بالثقافة المحلية نتيجة خدمتهم الطويلة في منطقة شرق المتوسط.
عُيِّنَ ميرلين نائبًا للقنصل البريطاني في بيرايوس في عام 1846، وهو منصب غير مدفوع الأجر. أصبح في نفس العام وكيلًا للبنك الأيوني، وهو بنك بريطاني خارجي مقره في الجزر الأيونية، والذي كان مسؤولًا إلى حد كبير عن تمويل المالية العامة للجزر من خلال القروض طوال أربعينات وخمسينات القرن التاسع عشر. كان أيضًا شريكًا في منزل تجاري يديره جون غرين، أحد أقارب والد زوجة ميرلين، في مدينة باتراس. أصبح مديرًا لفرع البنك الأيوني في أثينا في عام 1865، وترقّى ليصبح قنصلًا لبريطانيا في بيرايوس في عام 1868، وذلك بعد أن شغل هذا المنصب سابقًا بصفة التمثيل خلال عامي 1859 و1864، وكان هذا أول منصب دبلوماسي له يتقاضى عليه راتبًا بقيمة 350 جنيهًا إسترلينيًا سنويًا، بالإضافة إلى 100 جنيه إسترليني للنفقات، منها 85 جنيهًا إسترلينيًا ذهبت إلى أجر كاتب.
يُعتبر هذا راتبًا منخفضًا مقارنة بالقناصل البريطانيين الآخرين في بحر إيجه، ولكنه أعلى فقط من الراتب المدفوع للقنصل في ميسولونغي، الذي كان يتقاضى 200 جنيه إسترليني سنويًا، وأقل بكثير من القنصل في القسطنطينية، الذي كان يتقاضى 1600 جنيه إسترليني، مما يعكس المسؤوليات البسيطة نسبيًا لهذا المنصب. مُنع من ممارسة الأعمال التجارية خارج نطاق عمله في البنك الأيوني بعد ترقيته، ولكن الدخل المجمع لمنصبه القنصلي ومنصبه في البنك، الذي كان يدفع له حوالي 600 جنيه إسترليني سنويًا بالإضافة إلى تغطية الإيجار والتدفئة والإضاءة لمنزله، جعله من الطبقة الميسورة في المجتمع الأثيني. شملت واجبات القنصل المسؤوليات التجارية والبيروقراطية، فضلًا عن الاستماع إلى الشكاوى وحل النزاعات بين الرعايا البريطانيين والبحارة التجار.
لعب ميرلين دورًا أكبر في العمل الدبلوماسي منذ خمسينات القرن التاسع عشر، وشارك في اللجان المتعلقة بثورة إبيروس لعام 1854 وثورة ثيساليا لعام 1878، وكلاهما يتعلق بتمردات اليونانيين الذين يعيشون داخل الإمبراطورية العثمانية، وشارك أيضًا في لجان التحقيق في مقتل رعايا بريطانيين في اليونان. اكتسب ميرلين احترامًا واسع النطاق لمساعدته للعديد من اليونانيين المحاصرين في الفوضى التي تلت الفترة التي أُجبِر الملك أوتو فيها على النفي بسبب الانتفاضة الشعبية في عام 1862، وكذلك لتأمينه قرضًا من البنك الأيوني للحكومة اليونانية وحماية بنك اليونان.
تقاعد ميرلين من مهامه القنصلية في عام 1887، ونقل عائلته إلى كامبدن هيل في غرب لندن، حيث عمل مديرًا عامًا للبنك الأيوني. تقاعد من هذا المنصب في عام 1891، ولكنه قبل منصبًا في مجلس إدارة البنك مما أكسبه 200 جنيه إسترليني سنويًا بالإضافة إلى معاشه التقاعدي البالغ 400 جنيه إسترليني. توفي في 23 أغسطس 1896، تاركًا ما وصفه غالاناكيس بأنه «إرث جيد ولكن متواضع نسبيًا» تبلغ قيمته 3695 جنيهًا إسترلينيًا و9 شلنات. صوت البنك على الاستمرار في دفع معاشه لزوجته حتى نهاية عام 1896.